# Hameringham
Hameringham – wieś i civil parish w Anglii, w Lincolnshire, w dystrykcie East Lindsey. W 2001 roku civil parish liczyła 50 mieszkańców.